# Heteronychia javita
Heteronychia javita är en tvåvingeart som beskrevs av Peris, Gonzalez-mora och Mingo 1998. Heteronychia javita ingår i släktet Heteronychia och familjen köttflugor. Inga underarter finns listade i Catalogue of Life.